# 尹誠彬
尹 誠彬（ユン・ソンビン、朝: 윤성빈 1994年5月23日-）は、韓国のスケルトン選手。アジア勢として世界選手権で2位タイとなる銀メダルを獲得した。母国で開催された2018年平昌オリンピックではアジア勢では史上初の金メダルを受賞した。

## 来歴
慶尚南道晋州市出身。現在は韓国体育大学校に在籍中。2014年ソチオリンピックの韓国代表に出場後、IBSFインターコンチネンタルカップ第6戦で優勝。
2015-16シーズンではワールドカップサンモリッツ大会でアジア勢初となる優勝を果たす。オーストリア・インスブルックで開催された世界選手権ではロシアのアレクサンドル・トレティアコフに並ぶ2位タイとなり、アジアのスケルトン史上初のメダル獲得となった。
2017–18シーズンではワールドカップで総合優勝を果たす。地元開催の平昌五輪では4回合計で1位、アジア勢では史上初となる金メダルを受賞した。なお、韓国籍選手では初となるスケート競技以外の冬季オリンピックメダリストとなった。
2022年の北京オリンピックでは12位。